# پادشاهی مجارستان (۱۵۲۶-۱۸۶۷)
پادشاهی مجارستان بین سال‌های ۱۵۲۶ و ۱۸۶۷ به عنوان دولتی خارج از امپراتوری مقدس روم،  اما بخشی از سرزمین‌های پادشاهی هابسبورگ بود که در سال ۱۸۰۴ به امپراتوری اتریش تبدیل شد. پس از نبرد موهاچ در سال ۱۵۲۶، کشور توسط دو پادشاه تاجدار (یانوش یکم و فردیناند یکم) اداره شد. در ابتدا، قلمرو دقیق تحت حکومت هابسبورگ مورد مناقشه قرار گرفت زیرا هر دو حاکم مدعی کل پادشاهی بودند. این دوره نابسامان تا سال ۱۵۷۰ به ادامه انجامید تا جان ژیگموند ساپویائی (یانوش دوم) به نفع امپراتور ماکسیمیلیان دوم از پادشاهی مجارستان کناره‌گیری کرد.
در ابتدا، سرزمین‌هایی که توسط پادشاهان مجارستانی هابسبورگ اداره می‌شد، هم به عنوان «پادشاهی مجارستان» و هم «مجارستان سلطنتی» در نظر گرفته می‌شد. مجارستان سلطنتی تداوم قوانین رسمی پس از اشغال عثمانی بود، زیرا می‌توانست سنت‌های حقوقی خود را حفظ کند، اما به‌طور کلی، عملاً یک استان هابسبورگ بود. اشراف مجارستانی وین را وادار کردند تا بپذیرد که مجارستان یک واحد ویژه از سرزمین‌های هابسبورگ است و باید مطابق با قوانین خاص خود اداره شود. با این حال، تاریخ‌نگاری مجارستان، ترانسیلوانیا را در تداوم مستقیم با پادشاهی قرون وسطایی مجارستان به منظور پیشبرد منافع مجارستان قرار داد.
بر اساس مفاد معاهده کارلوویتس، که به جنگ بزرگ عثمانی در سال ۱۶۹۹ پایان داد، عثمانی‌ها تقریباً تمام مجارستان عثمانی را واگذار کردند. قلمروهای جدید با قلمرو پادشاهی مجارستان متحد شدند و اگرچه قدرت‌های آن عمدتاً رسمی بودند، دایت مجارستان در پرسبورگ بر این سرزمین‌ها حکومت می‌کرد.
دو شورش بزرگ مجارستان جنگ استقلال راکوتسی در اوایل قرن هجدهم و انقلاب مجارستان در سال ۱۸۴۸ بودند و تغییرات مهمی را در تکامل این کشور رقم زدند. این پادشاهی در سال ۱۸۶۷ به یک سلطنت دوگانه تبدیل شد که به اتریش-مجارستان معروف است.